# Хан (Француска)
Хан (фр. Hanc) насеље је и општина у западној Француској у региону Поату-Шарант, у департману Де Севр која припада префектури Ниор.
По подацима из 2011. године у општини је живело 260 становника, а густина насељености је износила 14,35 становника/km². Општина се простире на површини од 18,12 km². Налази се на средњој надморској висини од 115 метара (максималној 165 m, а минималној 88 m).

## Демографија
| 1962. | 1968. | 1975. | 1982. | 1990. | 1999. | 2011. |
| ----- | ----- | ----- | ----- | ----- | ----- | ----- |
| 288   | 336   | 296   | 266   | 209   | 227   | 260   |

График промене броја становника у току последњих година